# Norgesmesterskapet 1945
La Norgesmesterskapet 1945 di calcio fu la 40ª edizione del torneo, la prima dopo la fine della guerra venendo organizzata pochi mesi dopo la resa dei nazisti. La squadra vincitrice fu il Lyn Oslo, che vinse la terza ripetizione della finale contro il Fredrikstad con il punteggio di 4-0.

## Risultati

### Terzo turno
| Squadra 1       | Risultato      | Squadra 2     |
| --------------- | -------------- | ------------- |
| Kristiansund FK | 2 – 1 (d.t.s.) | Aalesund      |
| Årstad          | 1 – 0          | Voss          |
| Birkebeineren   | 0 - 3          | Strømsgodset  |
| Lisleby         | 2 – 0          | Borg          |
| Stavanger       | 3 – 1          | Djerv 1919    |
| Fram Larvik     | 0 - 3          | Fredrikstad   |
| Frigg           | 1 - 3          | Mjøndalen     |
| Raufoss         | 1 – 1 (d.t.s.) | Gjøa          |
| Kvik            | 1 - 2          | Wing          |
| Lillestrøm      | 1 – 0          | Vålerengen    |
| Lyn Oslo        | 5 – 0          | Sandefjord BK |
| Nydalen         | 1 – 1 (d.t.s.) | Moss          |
| Ranheim         | 1 – 0          | Verdal        |
| Sarpsborg       | 3 – 1          | Vikersund     |
| Skiold          | 0 - 3          | Skeid         |
| Start           | 2 – 2 (d.t.s.) | Viking        |

#### Ripetizione
| Squadra 1 | Risultato      | Squadra 2 |
| --------- | -------------- | --------- |
| Gjøa      | 6 – 3          | Raufoss   |
| Moss      | 1 – 1 (d.t.s.) | Nydalen   |
| Viking    | 3 – 1          | Start     |
| Nydalen   | 0 – 1 (d.t.s.) | Moss      |

### Quarto turno
| Squadra 1   | Risultato      | Squadra 2       |
| ----------- | -------------- | --------------- |
| Årstad      | 3 – 2          | Stavanger       |
| Fredrikstad | 10 – 1         | Lillestrøm      |
| Gjøa        | 3 - 4          | Kristiansund FK |
| Viking      | 0 - 6          | Lisleby         |
| Mjøndalen   | 0 - 1          | Lyn Oslo        |
| Moss        | 1 – 1 (d.t.s.) | Strømsgodset    |
| Skeid       | 7 – 1          | Ranheim         |
| Wing        | 2 - 6          | Sarpsborg       |

#### Ripetizione
| Squadra 1    | Risultato | Squadra 2 |
| ------------ | --------- | --------- |
| Strømsgodset | 0 - 1     | Moss      |

### Quarti di finale
| Squadra 1   | Risultato | Squadra 2       |
| ----------- | --------- | --------------- |
| Fredrikstad | 4 – 0     | Årstad          |
| Lyn Oslo    | 6 – 0     | Kristiansund FK |
| Lisleby     | 3 – 0     | Moss            |
| Sarpsborg   | 4 – 3     | Skeid           |

### Semifinali
| Squadra 1   | Risultato | Squadra 2 |
| ----------- | --------- | --------- |
| Fredrikstad | 3 – 0     | Sarpsborg |
| Lyn Oslo    | 6 – 1     | Lisleby   |

### Finale
| Arbitro: | Engebretsen |

|                       |           |           |
| Brynildsen 46’ (rig.) | Marcatori | 19’ Osnes |

#### Formazioni
| Fredrikstad (2-3-5) |  |                   |     |
|                     |  |                   |     |
| POR                 |  | Hans Hansen       |     |
| DIF                 |  | Rolf Johannessen  |     |
| DIF                 |  | Bjørn Berger      |     |
| CEN                 |  | Gunnar Andreassen |     |
| CEN                 |  | Erik Holmberg     |     |
| CEN                 |  | Reidar Olsen      |     |
| ATT                 |  | Thorleif Larsen   |     |
| ATT                 |  | Bjørn Spydevold   |     |
| ATT                 |  | Knut Brynildsen   |     |
| ATT                 |  | Kjell Moe         | 47’ |
| ATT                 |  | Arne Ileby        |     |
| A disposizione:     |  |                   |     |
| ATT                 |  | Jacob Wilhelms    | 47’ |

| Lyn Oslo (2-3-5) |  |                    |
|                  |  |                    |
| POR              |  | Tom Blohm          |
| DIF              |  | Eugen Hansen       |
| DIF              |  | Øivind Holmsen     |
| CEN              |  | Nils Andresen      |
| CEN              |  | Kristian Henriksen |
| CEN              |  | Adalbert Kjellberg |
| ATT              |  | Marlow Bråthen     |
| ATT              |  | John Sveinsson     |
| ATT              |  | Knut Osnes         |
| ATT              |  | Magnar Isaksen     |
| ATT              |  | Arne Brustad       |
| Allenatore:      |  |                    |
| Jørgen Juve      |  |                    |

### Ripetizione
| Arbitro: | Pedersen |

|           |           |           |
| Ileby 84’ | Marcatori | 19’ Osnes |

#### Formazioni
| Fredrikstad (2-3-5) |  |                   |     |
|                     |  |                   |     |
| POR                 |  | Hans Hansen       |     |
| DIF                 |  | Rolf Johannessen  |     |
| DIF                 |  | Bjørn Berger      |     |
| CEN                 |  | Gunnar Andreassen |     |
| CEN                 |  | Erik Holmberg     |     |
| CEN                 |  | Reidar Olsen      |     |
| ATT                 |  | Jacob Wilhelms    |     |
| ATT                 |  | Bjørn Spydevold   | 99’ |
| ATT                 |  | Knut Brynildsen   |     |
| ATT                 |  | Arne Ileby        |     |
| ATT                 |  | Thorleif Larsen   |     |

| Lyn Oslo (2-3-5) |  |                      |
|                  |  |                      |
| POR              |  | Tom Blohm            |
| DIF              |  | Eugen Hansen         |
| DIF              |  | Øivind Holmsen       |
| CEN              |  | Nils Andresen        |
| CEN              |  | Kristian Henriksen   |
| CEN              |  | Adalbert Kjellberg   |
| ATT              |  | Marlow Bråthen       |
| ATT              |  | Kristian Hammerstrøm |
| ATT              |  | Knut Osnes           |
| ATT              |  | Magnar Isaksen       |
| ATT              |  | Arne Brustad         |
| Allenatore:      |  |                      |
| Jørgen Juve      |  |                      |

### Seconda ripetizione
| Arbitro: | Gundersen |

|                                     |           |  |
| Sveinsson 17’ Bråthen 25’, 30’, 35’ | Marcatori |  |

#### Formazioni
| Lyn Oslo (2-3-5) |  |                    |
|                  |  |                    |
| POR              |  | Tom Blohm          |
| DIF              |  | Eugen Hansen       |
| DIF              |  | Øivind Holmsen     |
| CEN              |  | Eilert Eilertsen   |
| CEN              |  | Kristian Henriksen |
| CEN              |  | Adalbert Kjellberg |
| ATT              |  | Marlow Bråthen     |
| ATT              |  | John Sveinsson     |
| ATT              |  | Knut Osnes         |
| ATT              |  | Magnar Isaksen     |
| ATT              |  | Arne Brustad       |
| Allenatore:      |  |                    |
| Jørgen Juve      |  |                    |

| Fredrikstad (2-3-5) |  |                   |
|                     |  |                   |
| POR                 |  | Hans Hansen       |
| DIF                 |  | Rolf Johannessen  |
| DIF                 |  | Bjørn Berger      |
| CEN                 |  | Gunnar Andreassen |
| CEN                 |  | Erik Holmberg     |
| CEN                 |  | Reidar Olsen      |
| ATT                 |  | Thorleif Larsen   |
| ATT                 |  | Bjørn Spydevold   |
| ATT                 |  | Knut Brynildsen   |
| ATT                 |  | Arne Ileby        |
| ATT                 |  | Jacob Wilhelms    |